# Derek Parfit
Derek Antony Parfit, född 11 december 1942 i Chengdu i Kina, död 1 januari 2017 i London, var en brittisk filosof som specialiserade sig på filosofiska problem som personlig identitet, rationalitet och etik samt förhållandena mellan dessa. Hans bok Reasons and Persons från 1984 har haft ett stort inflytande inom sitt område. Han var gästande professor i filosofi vid New York University, Harvard och Rutgers. År 2014 tilldelades Parfit det prestigefyllda Rolf Schockpriset i logik och filosofi.

## Filosofi
Parfits huvudverk Reasons and Persons är en bok i fyra delar där varje del bygger på den föregående. Han anser att icke-religiös etik är ett outvecklat och fruktsamt studieämne. Målet med hans bok är att undersöka vad vi har skäl för att göra och naturen hos dessa skäl. Han försöker att, utan några externa antaganden om moralens natur (som R.M. Hare) eller med hänvisning till intuitioner (som Henry Sidgwick), reda ut hur starka olika teorier om handlande är. Han undersöker i huvudsak de tre teorier som enligt honom är de starkaste eller mest betydelsefulla: självintresseteorin (S), konsekventialismen (C) och "common sense-moralen" (M). S skiljer sig från C och M i den meningen att det är en teori om rationalitet och inte om moral, men den ger i likhet med de andra teorierna riktlinjer om hur man bör leva.

### Självmotverkande teorier
Det som karakteriserar Parfits tillvägagångssätt i den första delen av boken är att han undersöker teorierna på deras egna villkor. Om man kan visa på att en teori är "självmotverkande", det vill säga att den säger emot sig själv, så kan man avfärda den utan externa antaganden. Parfit skiljer mellan varje teoris formella och substantiella mål. I fallet med S är det formella målet att man ska agera så rationellt som möjligt. Enligt S innebär detta att man ska sträva efter att ens eget liv går så bra som möjligt. Huruvida det är tillfredsställelse av preferenser, uppfyllande av objektiva mål eller endast njutning som konstituerar det som är bra för en själv är en öppen fråga. Att ens eget liv ska gå så bra som möjligt för en själv är det substantiella målet. Eftersom det kan finnas situationer där man har en stark vilja att välja ett alternativ som inte gör att ens eget liv går bättre (om man exempelvis har en stark preferens för att ens närstående ska ha det så bra som möjligt) så kan man modifiera S genom att säga att den mest rationella dispositionen är att aldrig vara självförnekande, det vill säga att aldrig handla så att ens liv går sämre.

### Rationalitet och tid
Eftersom S kräver att vi alltid ställer egenintresset i första hand och säger till oss att försäkra oss om att hela vårt liv går så bra som möjligt gör S tidsligt neutrala anspråk. Följaktligen är det irrationellt av oss att agera på sätt som vi senare ångrar. Men Parfit menar att detta är en ohållbar position. Total relativism skulle innebära att man endast tar hänsyn till sina egna intressen just nu. Fullständig neutralitet skulle å andra sidan innebära att man tar hänsyn till allas intressen under alla olika tidpunkter. S tycks då vara en hybridteori som förespråkar relativism vad gäller personer men neutralitet vad gäller tid. Detta är enligt Parfit problematiskt.

### Personlig identitet
I del tre av boken diskuterar Parfit personlig identitet, det vill säga vad, om något, som gör att en person är just den personen och vad som gör att personen förblir samma person över tid. En annan viktig närbesläktad fråga är vad som spelar roll. Är det personlig identitet som spelar roll eller är det någonting annat? Han kommer fram till ett reduktionistiskt svar på frågan om personlig identitet. Personlig identitet ligger inte i något faktum bortom våra psykologiska och fysiska egenskaper; det är svårt att försvara intuitioner i den frågan eftersom de tycks stödja någon form av icke-reduktionism. Personlig identitet bör reduceras till psykologisk kontinuitet på så sätt att det som gör att jag är samma person som jag var igår är att det finns starka psykologiska kopplingar mellan igår-jag och idag-jag.
Parfit menar likväl att frågan om personlig identitet egentligen är ganska oviktig för oss. Det som spelar roll är vilka intressen som finns, inte vilka som har dem.

### Populationsetik
I den fjärde och sista delen av sin bok diskuterar Parfit olika populationsetiska frågor. Han tar upp olika dilemman, som "the non-identity problem", "motbjudande slutsatsen" och "the mere addition paradox", och försöker besvara dem.

### Metaetik
I Parfits bok On What Matters argumenterar han för att det finns moraliska sanningar. Vidare menar han att dessa sanningar är icke-naturliga egenskaper som vi kan få kunskap om genom att resonera.

## Verk i urval
- 1984 – Reasons and Persons,  Oxford University Press, 1984.
  -  Skäl och personer. Översättning: Anders Hansson. Ad hoc förlag. 2023. Libris 7n45t98w5jzjfbn7. ISBN 9789198719017
- 1991 – Equality or priority?
  -  Jämlikhet eller prioritet?: The Lindley lecture, The University of Kansas, 1991. Översättning Anders Hansson. Ad hoc förlag. 2021. Libris 6k2gbw864xdmtz9q. ISBN 9789198701807
- Prudence, Morality, and the Prisoner's Dilemma
  -  Moral och rationalitet. Översättning: Anders Hansson. Ad hoc förlag. 2021. Libris t73964x6rzq5n8vd. ISBN 9789198701876
- 2011 – On What Matters, Oxford University Press, 2011.